# Jacques Lob
Jacques Lob (Parijs, 19 augustus 1932 - Château-Thierry, 30 juni 1990) was een Franse stripauteur en het pseudoniem van Jacques Loeb. Hij is vooral bekend als scenarist van stripverhalen.

## Tekenaar
Jacques Lob debuteerde als humoristisch tekenaar in 1959. Hij werkte mee aan bladen als Hara-kiri, Planète en Plexus. Hij ging zich vanaf de jaren 60 steeds meer toeleggen op zijn werk als stripscenarist. Maar hij bleef ook eigen strips tekenen. Zo waren er L'homme au landau in L'Echo des savanes vanaf 1975, Roger Fringant in Métal Hurlant (1976-1977) en Batmax (1984).

## Scenarist
Zijn debuut als scenarist maakte Jacques Lob in de strips voor de jeugd in het blad Record. Daar schreef hij scenario's voor onder andere Lenoir (La patrouille sous-marine) en Poirier (Cactus papa). In 1963 begon hij te werken voor grotere bladen. Hij schreef voor Pilote een verhaal van Big Buck voor tekenaar Guilmard, en voor Spirou / Robbedoes twee verhalen van Jerry Spring getekend door Jijé. In 1964 werkte Jacques Lob een eerste maal samen met Georges Pichard, bekend voor zijn erotische tekeningen. Hij schreef het scenario voor de strip Ténébrax in het blad Chouchou. Andere samenwerkingen met Pichard waren Submerman in Pilote (1967), Ulysse in Linus en Blanche Epiphanie in V Magazine (1969). Jacques Lob werkte nog samen met tekenaars als Gigi (Les dossiers soucoupes volantes in Pilote), Philippe Druillet (Délirius), Bielsa (Les mange-bitume) en Gotlib (Superdupont). In 1982 creëert hij met tekenaar Rochette het post-acopalyptisch verhaal De ijstrein dat verscheen in het blad A Suivre. Deze strip werd later verfilmd als Snowpiercer. Tussen 1984 en 1985 werkte Lob als hoofdredacteur van het blad Chic. In 1986 schreef hij het scenario van Intérieur noir voor Baudouin en van Arlette et Charley voor Alf en Dan, een strip die verscheen in Okapi.

## Erkenning
Het werk van Jacques Lob werd bekroond met de Grote Prijs van het Internationaal Stripfestival van Angoulême in 1986. Hij was de eerste scenarist aan wie die eer te beurt viel.